# گسترش جنگ غزه به سوریه
گسترش جنگ اسرائیل و حماس به سوریه، تأثیرات و درگیری‌های نظامی در سوریه است که ناشی از گسترش جنگ اسرائیل و حماس بوده و بخشی از بحران جاری خاورمیانه را تشکیل می‌دهد. این درگیری که منشأ آن نوار غزه است، باعث تنش‌ها و خشونت‌های منطقه‌ای شده و سوریه را از طریق درگیری‌های مستقیم و غیرمستقیم شامل نیروهای اسرائیلی، بازیگران دولتی سوریه و گروه‌های مسلح فعال در خاک سوریه، وارد درگیری کرده است.